# أولولا دي كاسترو
بلدية أولولا دي كاسترو (بالإسبانية: Olula de Castro)‏, هي بلدية تقع في مقاطعة المرية. جنوب شرق إسبانيا. يبلغ عدد سكانها 150 نسمة.

## وصلات خارجية
- (بالإسبانية)